# 압하이 아쉬테카르
압하이 베산트 아쉬테카르(Abhay Vasant Ashtekar) (1949년 7월 5일 생)는 인도의 이론 물리학자이다. 그는 펜실베니아 주립대학교의 Eberly 물리학 교수이자 '중력 물리학 및 기하학 연구소' 소장이다. 아쉬테카르 변수의 창시자로서 그는 루프 양자 중력 및 그 하위 분야인 루프 양자 우주론의 창시자 중 한 명이다. 그는 물리학자가 아닌 사람들도 접근할 수 있는 루프 양자 중력에 대한 많은 설명도 저술했다. 1999년 아쉬테카르와 그의 동료들은 호킹의 전설적인 1974년 예측과 일치하는 블랙홀의 엔트로피를 계산할 수 있었다. 2020년 노벨 물리학상을 받은 옥스포드 수학자이자 수리물리학자인 로저 펜로즈는 양자 중력에 대한 아쉬케타르의 접근 방식을 "일반 상대성 이론을 '양자화'하려는 모든 시도 중 가장 중요한 것"이라고 설명했다. 아쉬테카르는 2016년 5월 과학한림원(National Academy of Sciences)의 회원으로 선출되었다.

## 생애
압하이 아쉬테카르는 인도 마하라슈트라 주의 뭄바이를 비롯한 여러 도시에서 자랐다. 인도에서 학부 교육을 마친 후 아쉬테카르는 텍사스 대학교 오스틴에서 중력에 대한 대학원 프로그램에 등록했다.  그는 1978년에 로버트 지로시(Rebert Geroch)의 지도 하에 시카고 대학에서 박사 학위를 마쳤고 펜실베니아 주립대학에 정착하기 전에 옥스포드 대학, 파리대학교, 시라규즈 대학교 등에서 여러 직책을 맡았다.

## 종교적 관점
압하이 아쉬테카르는 무신론자이지만 인도 및 기타 동양 철학, 즉 도 및 선 전통에 대한 독서를 즐긴다. 또한 그는 일에 대한 태도와 관련하여 바가바드 기타로부터 영감을 받았다고 믿고 있다.

## 저서
1. A. Magnon and A. Ashtekar, Translation from French of Élie Cartan's work, "Sur les variétés à connexion affine et la théorie de la relativité généralisée" with a commentary and foreword by A. Trautman, Bibliopolis, Naples, 1986, 199 pages.
2. A. Ashtekar, Asymptotic Quantization. Bibliopolis, Naples, 1987, 107 pages.
3. A. Ashtekar, (with invited contributions) New Perspectives in Canonical Gravity. Bibliopolis, Naples, 1988, 324 pages.
4. A. Ashtekar and J. Stachel, Editors; Conceptual Problems of Quantum Gravity. Proceedings of the 1988 Osgood Hill Conference (Birkhauser, N. Y., 1991), 602 pages.
5. A. Ashtekar, Lectures on Non-perturbative Canonical Gravity, (Notes prepared in collaboration with R.S. Tate), (World Scientific Singapore, 1991), 334 pages.
6. A. Ashtekar, R.C. Cohen, D. Howard, J. Renn, S. Sarkar and A. Shimony (Editors), Revisiting the Foundations of Relativistic Physics, Festschrift in honor of John Stachel, Boston Studies in Philosophy of Science, Volume 234, (Kluwer Academic, 2003).

## 같이 보기
- 루프 양자 중력 연구원 목록
- 빅 바운스
- 카를로 로벨리
- 리 스몰린
- 마틴 보조발트